# Giải vô địch bóng đá nữ Tây Á 2014
Giải vô địch bóng đá nữ Tây Á 2014 diễn ra tại Amman, Jordan từ ngày 3 tới 12 tháng 10 năm 2014. Jordan là đội vô địch của giải.
Giờ thi đấu là giờ địa phương (UTC+3).

## Kết quả

### Bảng A
| Đội       | Tr | T | H | B | BT | BB | HS  | Đ |
| --------- | -- | - | - | - | -- | -- | --- | - |
| Jordan    | 3  | 3 | 0 | 0 | 22 | 0  | +22 | 9 |
| Palestine | 3  | 2 | 0 | 1 | 8  | 10 | −2  | 6 |
| Bahrain   | 3  | 1 | 0 | 2 | 8  | 11 | −3  | 3 |
| Qatar     | 3  | 0 | 0 | 3 | 2  | 19 | −17 | 0 |

| Jordan                                                       | 5–0     | Bahrain |
| ------------------------------------------------------------ | ------- | ------- |
| Khraisat 59' · Al-Naber 65', 67' · Al-Masri 70' · Jbarah 75' | Báo cáo |         |

| Palestine                        | 4–0     | Qatar |
| -------------------------------- | ------- | ----- |
| Klodi 20', 47', 65' · Nasser 56' | Báo cáo |       |

| Qatar | 0–7     | Jordan                                                                |
| ----- | ------- | --------------------------------------------------------------------- |
|       | Báo cáo | Al-Nahar 9', 14' (38), pen.' · Sweilem 40' · Al-Sufy 43' · Khalil 85' |

| Bahrain | 0–4     | Palestine                                       |
| ------- | ------- | ----------------------------------------------- |
|         | Báo cáo | Shaheen 25' · Abughazala 48' · Hussein 84', 90' |

| Jordan | 10–0    | Palestine |
| --- | ------- | --------- |
| Jebreen 11' · Khraisat 39' · Al-Naber 76' · Majali 79' · Al-Masri ?', ?' · Jbarah ?', ?' · Al-Hyasat ?', ?' | Báo cáo |           |

| Qatar                          | 2–8     | Bahrain                                                                             |
| ------------------------------ | ------- | ----------------------------------------------------------------------------------- |
| Al-Naemi 51' · Al-Jassim 90+2' | Báo cáo | Fayez 31', 88' · Al-Hashmi 39' · Yaqoob 51', 61', 86' · Al-Anood 62' · Al-Majri 90' |